# Кожухово (Центральное сельское поселение)
Кожухово  — деревня в Кимрском районе Тверской области. Входит в состав Центрального сельского поселения.

## География
Находится в юго-восточной части Тверской области на расстоянии приблизительно 11 км на запад-северо-запад по прямой от районного центра города Кимры в левобережной части района.

## История
Известна с 1628 года как владение старицы Ирины Ивановны Мстиславской из 5 дворов. С 1645 года владение московского Архангельского собора. В 1859 году здесь (деревня Корчевского уезда Тверской губернии) было учтено 23 двора, в 1887 году — 21.

## Население
Численность населения: 124 человека (1859 год), 132 (1887), 3 (русские 100 %) в 2002 году, 1 в 2010.